# György Boros
György Boros (* 1971) je bývalý maďarský sportovní šermíř, který se specializoval na šerm šavlí. Maďarsko reprezentoval v devadesátých letech. V roce 1992 obsadil třetí místo na mistrovství Evropy v soutěži jednotlivců. S maďarským družstvem šavlistů získal v roce 1993 a 1998 titul mistra světa.